# Musca suecica
Musca suecica är en tvåvingeart som först beskrevs av Charles Joseph de Villers 1789.  Musca suecica ingår i släktet Musca och familjen husflugor.
Artens utbredningsområde är Sverige. Inga underarter finns listade i Catalogue of Life.